# Östliche Finsterspinne
Die Östliche Finsterspinne (Amaurobius jugorum) ist eine Spinne innerhalb der Familie der Finsterspinnen (Amaurobiidae). Die Art ist in Europa verbreitet und wurde überdies in Indien eingeführt.

## Merkmale
Das Weibchen der Östlichen Finsterspinne erreicht eine maximale Körperlänge von 14 und das Männchen eine von sechs Millimetern. Damit handelt es sich um eine größere Art der Echten Finsterspinnen (Amaurobius), deren grundsätzlichem Körperbau die Östliche Finsterspinne ansonsten entspricht.
Der Carapax (Rückenschild des Prosomas, bzw. Vorderkörpers) ist rotbraun gefärbt, wobei der Augenbereich fast schwarz erscheint. Die Grundfarbe der Cheliceren (Kieferklauen) beläuft sich auf rotbraun, geht jedoch schon fast in schwarz über. Das Sternum (Brustschild des Prosomas) besitzt eine gelbliche Färbung. Die Beine sind rotbraun gefärbt und undeutlich geringelt. Das Opisthosoma (Hinterleib) erscheint schwarzgrau, während es dorsal (oberhalb) mit unregelmäßigen, gelblichen Flecken versehen ist.

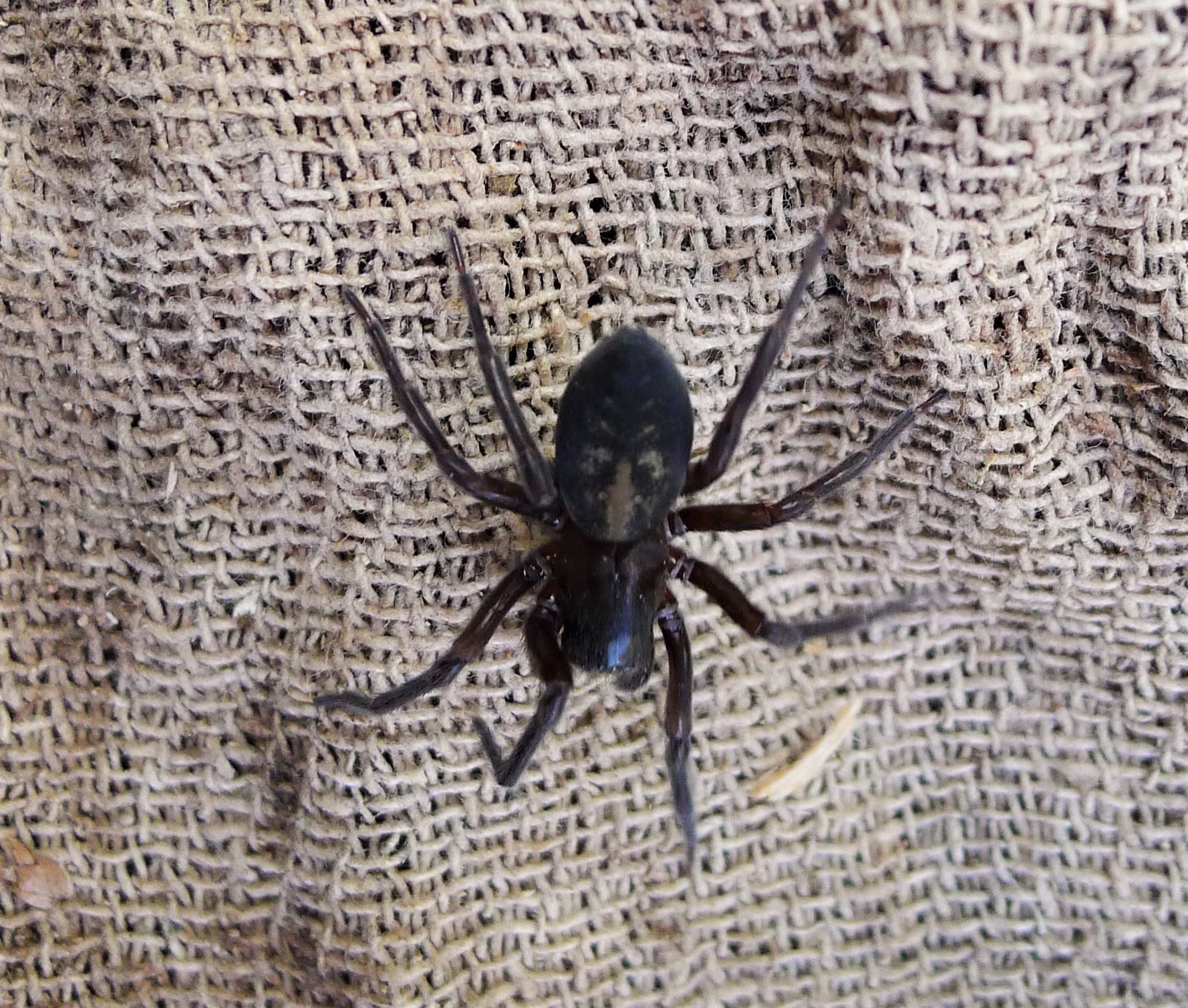
Die gattungsverwandte Kellerspinne (A. ferox) ist eine der Östlichen Finsterspinne sehr ähnliche Art

Die Östliche Finsterspinne kann leicht mit der geringfügig größer werdenden und zur gleichen Gattung zählenden, jedoch weiter verbreiteten Kellerspinne (A. ferox) verwechselt werden, von der sich die Art nur sicher anhand der genitalmorphologischen Merkmale unterscheiden lässt. Die Pedipalpen (umgewandelte Extremitäten im Kopfbereich) besitzen beim Männchen der Östlichen Finsterspinne je eine dorsalen Apophyse (chitinisierter Fortsatz) an dessen Tibien (Schienen) mit einem eckigen Vorsprung. Auch hat das Männchen der Kellerspinne jeweils eine Tibiaapophyse mit Vorsprung und ein mehr oder weniger dreieckiges Mittelteil. Letzteres ist bei der Kellerspinne ebenfalls gerundet.

## Vorkommen und Lebensräume

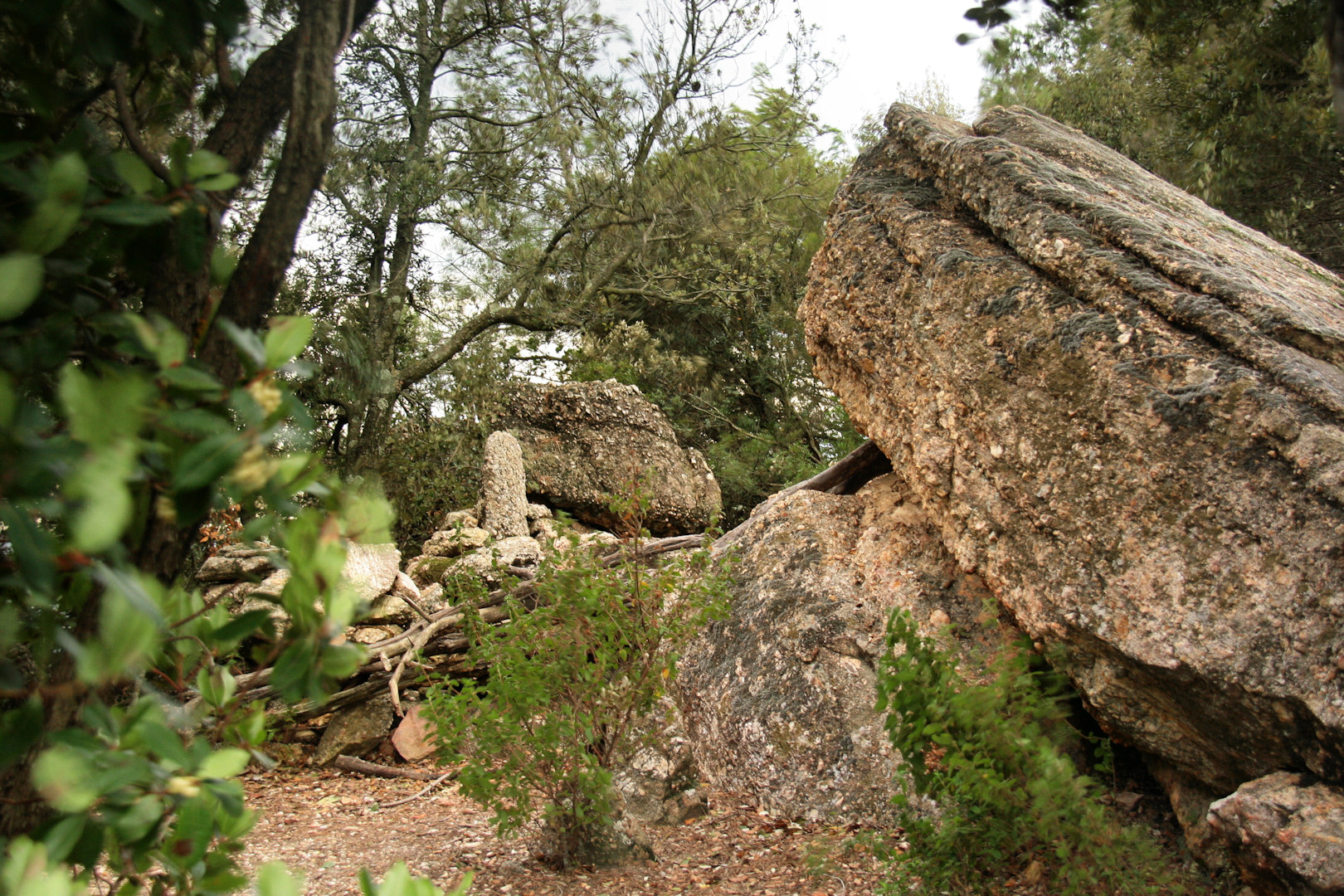
Die Östliche Finsterspinne kann in wärmeren Gebieten unter Steinen, wie hier in der spanischen Gemeinde Viladecavalls (Provinz Barcelona in Katalonien) angetroffen werden.

Das Verbreitungsgebiet der Östlichen Finsterspinne erstreckt sich in Europa über die Festländer Spaniens, Frankreichs und Italiens und darüber hinaus über die Schweiz, Deutschland, Polen, die Slowakei, Tschechien, Österreich, Slowenien, Kroatien, Ungarn und Rumänien. In Indien wurde die Art überdies eingeführt.
Die Östliche Finsterspinne ist xerophil (wärmeliebend) und an geeigneten Stellen unter Steinen vorfindbar.

## Lebensweise
Die Östliche Finsterspinne legt wie alle Echten Finsterspinnen (Amaurobius) ein für die Gattung typisches, cribellates und grobmaschiges Trichternetz für den Beutefang an, das in einem gut ausgesponnenem Unterschlupf endet.
Der Lebenszyklus der Östlichen Finsterspinne wird wie bei anderen in den gemäßigten Klimazonen verbreiteten Spinnenarten von den Jahreszeiten mitbestimmt und bei dieser Art überwiegend unerforscht. Die Phänologie (Aktivitätszeit) beläuft sich bei den ausgewachsenen Individuen beider Geschlechter auf den Zeitraum zwischen September und Mai.

## Gefährdung
Die Bestandsgefährdungen der Östlichen Finsterspinne sind je nach Land und Region unterschiedlich gewertet. In der Roten Liste gefährdeter Arten Tiere, Pflanzen und Pilze Deutschlands bzw. der Roten Liste und Gesamtartenliste der Spinnen Deutschlands (2016) wird die Art in der Kategorie R („Extrem selten“) erfasst, da die Art in Deutschland dementsprechend sehr selten vorfindbar ist. Für Analysen der Bestandsentwicklungen der Art in Deutschland reichen die bisherigen Daten nicht aus. Möglicherweise ist die Art jedoch in Deutschland bereits verschollen. Im Vergleich zur letzten Roten Liste aus dem Jahr 1996 gibt es keine verzeichneten Änderungen.
In der Roten Liste der Spinnen Kärntens (1996) hingegen wird die Art als „ungefährdet“ gewertet. Die Rote Liste der Spinnen Tschechiens (2015) wertet die Östliche Finsterspinne nach IUCN-Kriterien in die Kategorie VU („Vulnerable“, bzw. gefährdet).

## Systematik
Die klassische Systematik befasst sich im Bereich der Biologie sowohl mit der taxonomischen (systematischen) Einteilung als auch mit der Bestimmung und mit der Nomenklatur (Disziplin der wissenschaftlichen Benennung) von Lebewesen und somit auch denen der Östlichen Finsterspinne.
Der Artname jugorum stammt aus der lateinischen Sprache und bedeutet übersetzt „Gebirgsgrat“. Dies dürfte von dem anfangs lediglich in Tirol bekanntem Vorkommen der Östlichen Finsterspinne rühren, wo die Art laut dem Erstbeschreiber Ludwig Carl Christian Koch bis zu Höhen von 4.000 Metern über dem Meeresspiegel anzutreffen sein soll.
2017 wurden von Francesco Ballarin und Paolo Pantini die innersystematischen Relationen der elf im Apennin in Italien vorkommenden Arten der Echten Finsterspinnen (Amaurobius) einschließlich der Östlichen Finsterspinne sowie der von den Autoren damals erstbeschriebenen Art Amaurobius pesarinii untersucht. Dabei ließen sich zwei Artengruppen aufstellen. Eine davon ist nach der Kellerspinne (Amaurobius ferox) benannt und enthält sechs der Arten. Zu der Gruppe zählt neben der Kellerspinne die Dickpalpen-Finsterspinne (A. crassipalpis), die Östliche Finsterspinne und die Arten Amaurobius pesarinii, Amaurobius scopolii und Amaurobius pavesii. Bei den Arten dieser Gruppe hat jeder Bulbus nur eine dorsale Tibiaapophyse. Diese ist breit und mehr oder weniger trapezförmig gebaut und mit einem gezackten, distalen (von der Körpermitte entfernt liegenden) Rand versehen. Einige der Arten besitzen zusätzlich einen länglichen, dorsalen und hakenartigen Vorsprung an der tegulären (rückseitigen) Apophyse, die wiederum kammförmig und einfach aufgebaut ist. Die Mittelplatte der Epigyne der Vertreter der Artengruppe der Kellerspinne ist ungefähr so lang wie breit und besitzt einen spitzen oder deutlich gerundeten, hinteren Rand.
Die anderen fünf in dieser Region vorkommenden Arten sind der Artengruppe der Fensterspinne (A. fenestralis) zugehörig. Zu der Gruppen gehören neben der Fensterspinne die Arten Ameurobius erberi, die Blasse Finsterspinne (A. pallidus), Amaurobius ruffoi und die Ähnliche Fensterspinne (A. similis). Bei den Vertretern dieser Artengruppe ist ein Bulbus mit zwei dorsalen Tibiaapophysen versehen. Davon ist die zentral-dorsale kürzer und stumpf oder spitz geformt. Die latero-dorsale Apophyse ist länger und immer spitz endend. Die teguläre Apophyse ist hier ebenfalls breit gebaut, jedoch anders als bei den Arten der Artengruppe der Kellerspinne nicht kammförmig gebaut und außerdem zweigeteilt. Die Medianplatte der Epigyne ist bei den Arten der Gruppe der Fensterspinne breiter als lang sowie mit einem flachem oder leicht gerundetem hinteren Rand gekennzeichnet. Die der Östlichen Finsterspinne am nächsten Verwandte Art und somit ihre Schwesterart ist die Dickpalpen-Finsterspinne (A. crassipalpis).
Die Stellung aller sechs Arten der Artengruppe der Kellerspinne wird in folgendem Kladogramm veranschaulicht:
|  | Kellerspinne       |
|  |                    |
|  | Amaurobius pavesii |
|  |                    |

|  | Amaurobius pesarinii |
|  |                      |
|  | Amaurobius scopolii  |
|  |                      |

|  | Kellerspinne       |
|  |                    |
|  | Amaurobius pavesii |
|  |                    |

|  | Amaurobius pesarinii |
|  |                      |
|  | Amaurobius scopolii  |
|  |                      |

|  | Östliche Finsterspinne                     |
|  |                                            |
|  | Dickpalpen-Finsterspinne (A. crassipalpis) |
|  |                                            |

|  | Kellerspinne       |
|  |                    |
|  | Amaurobius pavesii |
|  |                    |

|  | Amaurobius pesarinii |
|  |                      |
|  | Amaurobius scopolii  |
|  |                      |

|  | Kellerspinne       |
|  |                    |
|  | Amaurobius pavesii |
|  |                    |

|  | Amaurobius pesarinii |
|  |                      |
|  | Amaurobius scopolii  |
|  |                      |

|  | Östliche Finsterspinne                     |
|  |                                            |
|  | Dickpalpen-Finsterspinne (A. crassipalpis) |
|  |                                            |

|  | Kellerspinne       |
|  |                    |
|  | Amaurobius pavesii |
|  |                    |

|  | Amaurobius pesarinii |
|  |                      |
|  | Amaurobius scopolii  |
|  |                      |

|  | Kellerspinne       |
|  |                    |
|  | Amaurobius pavesii |
|  |                    |

|  | Amaurobius pesarinii |
|  |                      |
|  | Amaurobius scopolii  |
|  |                      |

|  | Östliche Finsterspinne                     |
|  |                                            |
|  | Dickpalpen-Finsterspinne (A. crassipalpis) |
|  |                                            |

|  | Kellerspinne       |
|  |                    |
|  | Amaurobius pavesii |
|  |                    |

|  | Amaurobius pesarinii |
|  |                      |
|  | Amaurobius scopolii  |
|  |                      |

|  | Kellerspinne       |
|  |                    |
|  | Amaurobius pavesii |
|  |                    |

|  | Amaurobius pesarinii |
|  |                      |
|  | Amaurobius scopolii  |
|  |                      |

|  | Östliche Finsterspinne                     |
|  |                                            |
|  | Dickpalpen-Finsterspinne (A. crassipalpis) |
|  |                                            |